# Aresztuję cię, przyjacielu
Aresztuje cię, przyjacielu – amerykańsko-brytyjski western z 1971 roku na podstawie powieści Louisa L’Amoura.

## Główne role
- Yul Brynner – Catlow
- Richard Crenna – Cowan
- Leonard Nimoy – Miller
- Dalja Lawi – Rosita
- Jo Ann Pflug – Christina
- Jeff Corey – Merridew
- Michael Delano – Rio
- Julián Mateos – Recalde
- David Ladd – Caxton
- Robert Logan – Oley
- John Clark – Kelehe

## Fabuła
Catlow jest złodziejem, który wpada na pomysł kolejnego skoku. Tym razem celem ma być 2 mln dolarów w złocie zrabowane konfederatom. Ale pojawiają się kłopoty. Catlowa ściga szeryf Cowan, jego dawny kumpel i łowca nagród Miller.